# Tema artístico
El tema artístico es el tema de una obra de arte. Habitualmente la expresión se restringe a las artes visuales, por lo que coincide con los temas iconográficos (los que pueden expresarse con una iconografía identificativa). Los temas literarios y los temas musicales (incluso en la música descriptiva o música programática) no suelen incluirse en esta expresión. 
Los temas artísticos son aquellos directamente objeto de preocupación de los artistas, ligados al contexto histórico y cultural de sus épocas respectivas. La sistematización de los temas recurrentes dentro de la pintura o la escultura proviene de la tentativa de descripción de los géneros artísticos; categoría de clasificación más amplia, que en las artes designan a cada una de las distintas  clases en que se pueden ordenar las obras según rasgos comunes de forma y de contenido.
En una de sus acepciones ("tema o elemento temático de una obra literaria) se confunde con el "motivo"; pero en artes visuales el concepto de "motivo" tiene entidad propia ("rasgo característico que se repite en una obra o en un conjunto de ellas"). Gran similitud también se da con el "argumento" y sobre todo con el "asunto" ("tema o argumento de una obra literaria o artística").

## Algunos temas antiguos

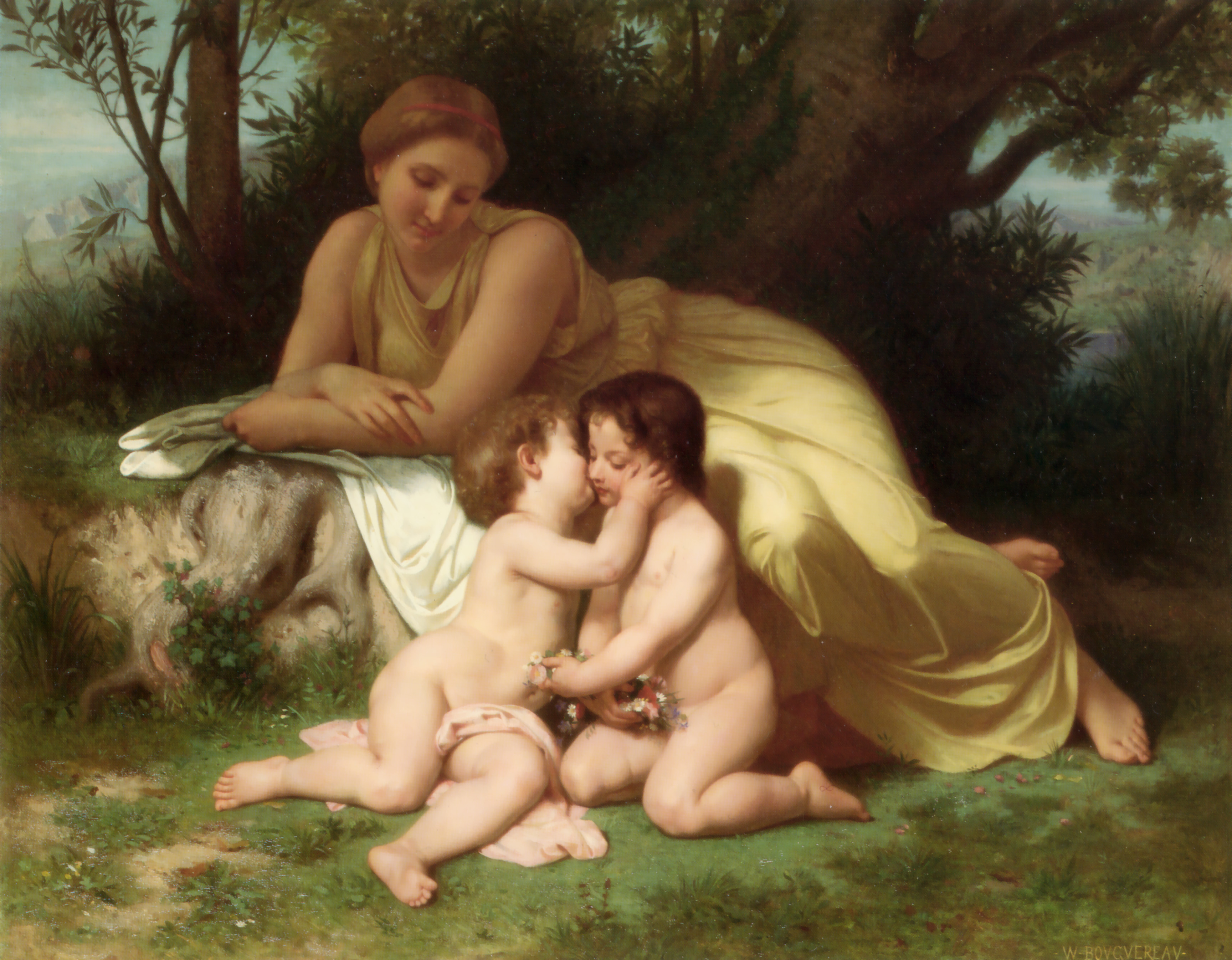
La pintura profana de los idilios se desarrolló en el, dentro del movimiento rococó (aquí, William-Adolphe Bouguereau).

- Desnudo;
- La mitología
- La pintura de historia
- El retrato y el autorretrato ;
- El bodegón y las vanidades;
- El paisaje y la pintura marina ;
- La escena de género ;
- La pintura religiosa.

## Algunos temas modernos
- El paisaje;
- El retrato y el autorretrato;
- El bodegón;
- La escena de género;

## Temas contemporáneos
Todos los concernientes al mundo actual.

## El mecenazgo
Los mecenas, financiando las Artes, demandan a los artistas que representen su persona dentro de iconos divinos. Esto justifica su empleo temporal sobre la tierra y les sirve para el bienestar espiritual de sus almas.
- La Apoteosis (deificación)
- La alegoría (evocación)

## Jerarquía
En el campo de la pintura, existe la llamada «jerarquía de los géneros» asociada con la Académie française que en el pasado tuvo un papel central en el arte académico. Estos géneros, en orden jerárquico, eran:
- Pintura de historia
- Trabajos de género
- Retrato
- Paisaje
- Bodegón

Estas categorías tuvieron un papel importante entre el siglo XVII y la era moderna, cuando los pintores y los críticos comenzaron a rebelarse contra las muchas reglas de la Académie française, incluida la preferencia de la Académie por la pintura de historia.